# Кэйпел, Артур

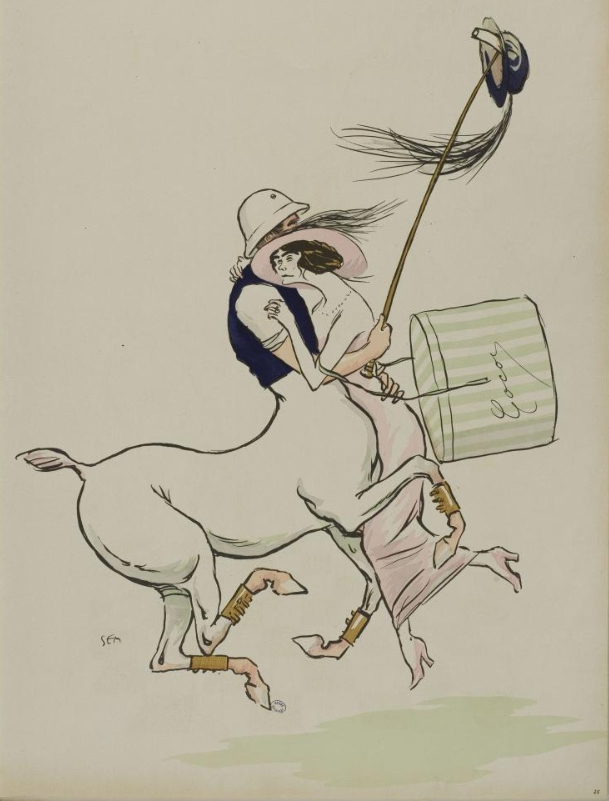
Карикатура на танец Кэйпела и Шанель

Эдвард Артур «Бой» Кэйпел (1881, Брайтон, Сассекс — 22 декабря 1919) — английский игрок в поло, получивший известность в качестве любовника и друга Коко Шанель. Командор Ордена Британской империи (CBE).

## Биография
Родился в Брайтоне, Сассекс, в семье Джозефа Артура Кэйпела, британского торговца грузами, и его жены французского происхождения Берты Андре А. Е. Лорин (1856—1902). У него было три сестры: Мария Генриетта Терезия Кэйпел, Мэри Джозефин Лоуренс Эдит Кэйпел и Берта Изабель Сусанна Флора Кэйпел (замужем за сэром Германом Альфредом де Стерном, Бароном Мишельхемом).
В некрологе, написанном одной из дочерей, Кейпел был описан как «интеллектуал, политик, олигарх, игрок в поло и любимый мужчина Коко Шанель».
Кэйпел погиб в автомобильной аварии в понедельник 22 декабря 1919 года, предположительно направляясь на Рождество к Шанель. Он был похоронен со всеми воинскими почестями во Фрежюсском кафедральном соборе 24 декабря 1919 года.

## Кэйпел и Коко Шанель
Его роман с Шанель начался в 1909 году, когда он познакомился с 26-летней подругой своего приятеля Этьена Бальсана. Кэйпел финансировал магазины Шанель и способствовал созданию ею своего собственного стиля одежды, в первую очередь его блейзеры вдохновили её на создание модного образа от Шанель. Пара проводила время на модных курортах, таких как Довиль.
Их связь продолжалась девять лет, и даже после женитьбы Кэйпел продолжал роман с Шанель, вплоть до своей смерти в конце 1919 года. Придорожный Мемориал установленный на месте происшествия, состоял из креста с надписью: «В память о капитане Почётного легиона британской армии Артуре Кэйпеле, погибшем случайно в этом месте 22 декабря 1919 года».

## Брак и дети
В 1918 году Кэйпел женился на Диане Уиндхэм, урождённой Листер (7 мая 1893—1983), дочери Лорда Риблссдейла и вдове капитана Луи Перси Уиндема (погиб в бою, 1914), который был сводным братом Хью Гровенора, 2-го герцога Вестминстерского. Старшая сестра Дианы Лора была замужем за лордом Ловатом, а другая сестра за сэром Мэтью Уилсоном, 4-м баронетом: после смерти Кэйпела, в 1923 году Диана вышла замуж за Вер Фэйна, 14-го графа Уэстморлендского.
У Кэйпела было две дочери:
- Энн Диана Фрэнс Айеша Кэйпел (28 апреля 1919 — 4 мая 2008 года). Энн была замужем три раза и имела детей от первых двух мужей. В 1940 году она вышла замуж за своего первого мужа, Джорджа Уорда[англ.] (1907—1988)[11], который в 1960 году был возведен в звание пэра Виконта Ворда в Бристоле. Энн и Уорд развелись в 1951 году. Она родила от него двоих детей: сына, который умер неженатым в возрасте 40 лет, и дочь. 7 августа 1951 года она вышла замуж за Ричарда Тристана Холланд-Мартена (26 декабря 1907 — 24 января 1968)[12], от которого у неё было два сына: Роберт Барнаби (род. 1952) и Джайлз Тристан (1955 — 4 мая 2008 года); они развелись в 1966 году. Третьим и последним мужем Энн Кэйпел был Питер Хиггинс[13].
- Джун Кэйпел (1920 — 26 сентября 2006 года), позднее Леди Хатчинсон Лаллингтон. Джун родилась после смерти отца, и он по всей видимости даже не подозревал о её возможном появлении. Таким образом, он даже не включил её в своё завещание, которое было оспорено, чтобы убедиться, что Джун получит долю состояния её отца (большинство денег было впоследствии украдено адвокатом, согласно некрологу леди Хатчинсон). В 1948 Джун Кэйпел вышла замуж за Франца Осборна, в браке рождён сын Кристофер. Её второй брак был заключён в мае 1966 года, с Джереми Хатчинсоном[англ.], бывшим мужем актрисы Пегги Эшкрофт и обладателем пожизненного титула пэра, барона Хатчинсона из Лаллингтона (в графстве Восточный Сассекс) с 16 мая 1978 года.

Ныне живущие потомки Артура Кэйпела: достопочтенная миссис Патрик Триттон (дочь его старшей дочери Энн) и внук Кристофер Осборн, потомок его младшей дочери Джун, леди Хатчинсон.

## В искусстве
- Французский актёр Оливье Ситрюк[англ.] играл Кэйпела в фильме «Коко Шанель» (2008), французско-итальянско-британском телевизионном фильме, в роли Шанель снималась Ширли Маклейн.
- Алессандро Нивола сыграл Кэйпела в фильме Коко до Шанель (2009), с Одри Тоту в роли Шанель.
- Анатоль Таубман играл его в Коко Шанель и Игорь Стравинский (2009).
- Тимоти Далтон сыграл его в фильме Шанель Пасьянс (1981).